# Pseudonthobium fracticolle
Pseudonthobium fracticolle är en skalbaggsart som beskrevs av Fauvel 1903. Pseudonthobium fracticolle ingår i släktet Pseudonthobium och familjen bladhorningar.
Artens utbredningsområde är Nya Kaledonien. Inga underarter finns listade i Catalogue of Life.